# Amor polenta
L'amor polenta o amorpolenta (talvolta dolce di Varese o Dolce Varese) è una torta tipica della tradizione culinaria lombarda, in particolare della città di Varese.
È a base di farina di mais e la forma particolare dell'amor polenta è data dallo stampo scanalato all'interno utilizzato per la sua preparazione.